# 巴依迪別克區
43°02′07″N 69°22′33″E / 43.035143°N 69.375873°E

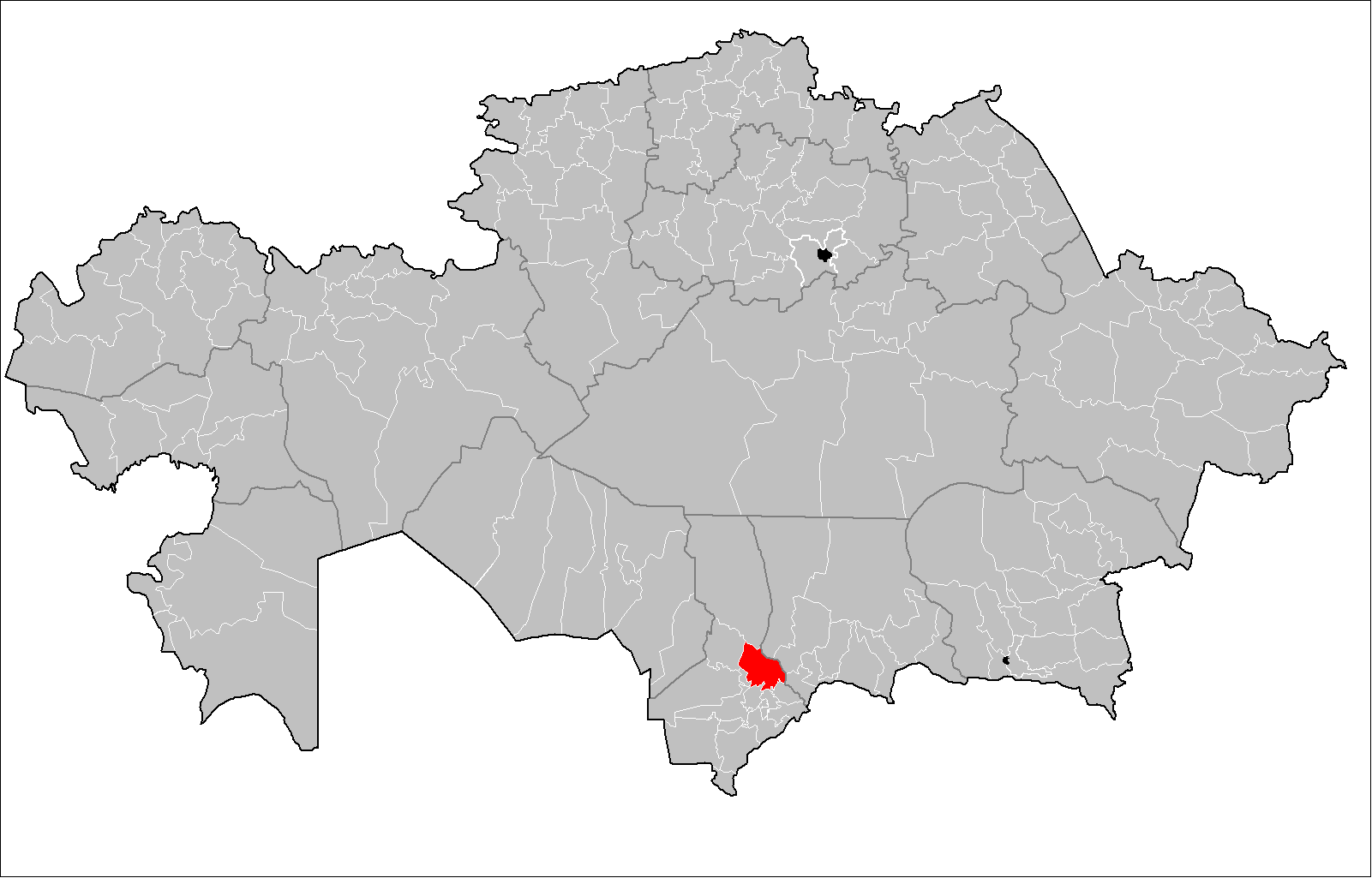

巴依迪別克區是哈薩克斯坦的行政區，位於該國南部，由突厥斯坦州負責管轄，首府設於沙揚，始建於1928年，面積7,200平方公里，2019年人口54,030。